# Elliot Page
Elliot Page (ur. jako Ellen Grace Philpotts-Page 21 lutego 1987 w Halifaksie) – kanadyjski aktor i producent filmowy.
Otrzymał nominacje i nagrody Gemini Award, Genie i ACTRA Maritimes Award w kategorii Outstanding Female Performance oraz był nominowany do Oscara dla najlepszej aktorki pierwszoplanowej za tytułową rolę w filmie Juno.
W 2014 określił się jako lesbijka, a w 2020 oznajmił, że jest osobą transpłciową.

## Rodzina i edukacja
Urodził się 21 lutego 1987 w Halifaksie. Jego płeć określono jako żeńską i nadano mu imię Ellen. Jego rodzicami są Dennis Page i Martha Philpotts. Matka była nauczycielką języka francuskiego i angielskiego, a ojciec pracował jako projektant graficzny. Po rozwodzie rodziców w 1989 początkowo pozostał pod opieką matki, a w wybrane weekendy spotykał się z ojcem, później żył na dwa domy. Miał trudne relacje z macochą.
Uczęszczał do Halifax Grammar School, a także przez pewien czas uczył się w Queen Elizabeth High School. Po ukończeniu Shambhala School w 2005 spędził dwa lata w Toronto, ucząc się w Vaughan Road Academy.

## Kariera

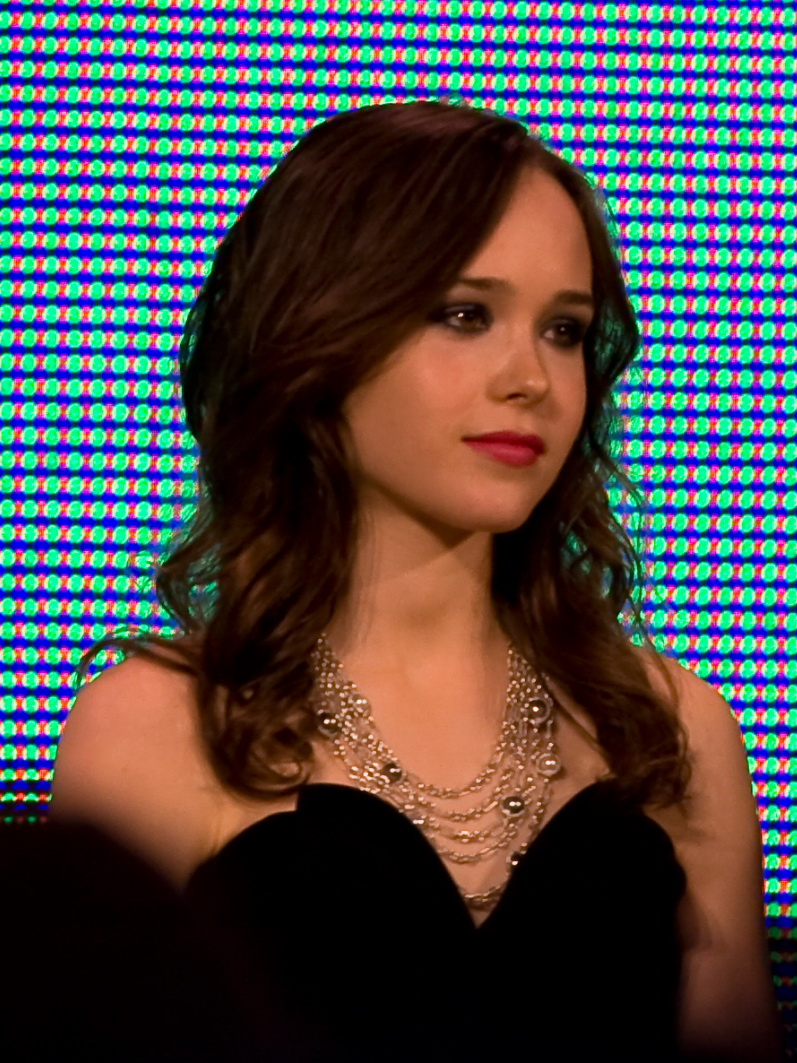
Page na Międzynarodowym Festiwalu Filmowym w Toronto (2009)

Karierę aktorską rozpoczął od występów w przedstawieniach kółka teatralnego w szkole podstawowej, m.in. zagrał Charliego w spektaklu Charlie i fabryka czekolady. Po raz pierwszy pojawił się na ekranie w 1997 w wieku dziesięciu lat, grając Maggie Maclean w filmie Pit Pony, który później przerodził się w serial telewizyjny o tej samej nazwie emitowany od 1999 do 2000. Za tę rolę został nominowany do nagrody Young Artist Award. Następnie zagrał Joanie w filmie Marion Bridge (2002), Natalie w filmie Kot pani Ashboro (2003), Jennifer w filmie Zrujnowana (2004), Stellę Brownstone w filmie Komputerowy duch (2004), Hayley w dreszczowcu Pułapka (2005), Sherry w filmie Niepokorna (2005) i Sylvię Likens, główną bohaterkę dramatu Amerykańska zbrodnia (2007). Wystąpił także jako Kitty Pryde w serii filmów o X-Menach: Ostatni bastion (2006) i Przeszłość, która nadejdzie (2014).
Międzynarodową popularność przyniosła mu tytułowa rola w komedii obyczajowej Juno (2007), za którą to otrzymał nagrody Genie i ACTRA Maritimes Award i był nominowany do Oscara.
W 2008 poprowadził jeden z odcinków programu telewizyjnego Saturday Night Live. Następnie zagrał w filmach: Dziewczyna z marzeniami (jako Bliss Cavendar, 2009), Incepcja (jako Ariadne, 2010), Super (jako Libby / Boltie, 2010), Zakochani w Rzymie (jako Monica, 2012), Linia życia (jako Courtney, 2017). Był współproducentem filmu Moje dni z Mercy (2017), w którym zagrał rolę Lucy. Od 2017 występuje w serialu Netflixa The Umbrella Academy; w dwóch pierwszych sezonach grał postać Vanyi Hargreeves, która w trzecim sezonie okazała się transpłciowa i zaczęła nosić imię Viktor.

## Życie prywatne
Prowadzi wegański styl życia, a organizacja PETA nazwała go najseksowniejszym wegetarianinem 2014. Jest ateistą; stwierdził, że religia „zawsze była używana do pięknych rzeczy, a także jako sposób na usprawiedliwienie dyskryminacji”.
W 2008 określił siebie jako feministę pro-choice.
W okresie kręcenia filmu Juno miał romans z aktorką Olivią Thirlby. Miał romans z aktorką Kate Marą. W styczniu 2018 ogłosił, że wziął ślub z tancerką Emmą Portner. Rozstali się w połowie 2020, a Page złożył pozew o rozwód w styczniu 2021. W następnym miesiącu rozwód został sfinalizowany.

### Coming out
14 lutego 2014, wówczas prezentujący się jako kobieta, dokonał coming outu jako lesbijka podczas przemówienia na konferencji Human Rights Campaign „Time to Thrive” w Las Vegas. W listopadzie 2017 stwierdził, że został wyoutowany w 2005, kiedy miał 18 lat, przez filmowca Bretta Ratnera podczas pracy na planie filmu X-Men: Ostatni bastion.
1 grudnia 2020 dokonał coming outu jako osoba transpłciowa, określił swoje zaimki jako on/jego i they/them oraz przedstawił swoje nowe imię – Elliot. Wyjaśnił, że jego decyzja o otwartym wypowiedzeniu się na temat swojej tożsamości płciowej była częściowo spowodowana pandemią COVID-19, a częściowo antytranspłciową retoryką w polityce i mediach. Rzecznik GLAAD Nick Adams stwierdził, że Page „będzie teraz inspiracją dla niezliczonych osób transpłciowych i niebinarnych”. Premier Kanady Justin Trudeau i wielu celebrytów, m.in. Ellen DeGeneres, James Gunn i Kumail Nanjiani, wyraziło wsparcie dla Page’a po tym oświadczeniu.
29 marca 2021 Page pojawił się na okładce magazynu „Time”, stając się pierwszym otwarcie transpłciowym mężczyzną, który tego dokonał. W artykule opisał siebie jako osobę queer i niebinarną oraz zdradził, że w czasie swojego coming outu przechodził rekonwalescencję po operacji mastektomii, poza tym wyznał, że w wieku dziewięciu lat „czuł się jak chłopiec... Chciał być chłopcem. Pytał mamę, czy mógłby nim zostać pewnego dnia”.

## Filmografia
- 1997: Pit Pony(inne języki) jako Maggie MacLean
- 1999–2000: Pit Pony(inne języki) jako Maggie MacLean
- 2001–2002: Chłopaki z baraków (Trailer Park Boys) jako Treena Lahey
- 2002: Rideau Hall jako Helene
- 2002: The Wet Season jako Jocelyn
- 2002: Marion Bridge jako Joanie
- 2003: Touch & Go jako Trish
- 2003: Z ulicy na Harvard (Homeless to Harvard: The Liz Murray Story) jako młoda Pops
- 2003: Zrujnowana (Going for Broke) jako Jennifer
- 2003: Kot pani Ashboro (Mrs. Ashboro’s Cat) jako Natalie Merritt
- 2003: Kocham tego chłopaka (Love That Boy) jako Suzanna
- 2004: ReGenesis jako Lilith Sandström
- 2004: Wilby Wonderful jako Emily Anderson
- 2004: Komputerowy duch (I Downloaded a Ghost) jako Stella Brownstone
- 2005: Niepokorna (Mouth to Mouth) jako Sherry
- 2005: Pułapka (Hard Candy) jako Hayley Stark
- 2006: X-Men: Ostatni bastion (X-Men: The Last Stand) jako Kitty Pryde/Shadowcat
- 2007: Amerykańska zbrodnia (An American Crime) jako Sylvia Likens
- 2007: Fragmenty Tracy (Tracy Fragments) jako Tracey Berkowitz
- 2007: Kamienny anioł (The Stone Angel) jako Arlene
- 2007: Juno jako Juno MacGuff
- 2008: Recepta na szczęście (Smart People) jako Vanessa Wetherhold
- 2009: Simpsonowie (The Simpsons) jako Alaska Nebraska (głos)
- 2009: Dziewczyna z marzeniami (Whip It!) jako Bliss Cavendar
- 2010: Peacock jako Maggie
- 2010: Super jako Libby / Boltie
- 2010: Incepcja (Inception) jako Ariadne
- 2012: Zakochani w Rzymie (To Rome With Love) jako Monica
- 2013: Beyond: Dwie dusze jako Jodie Holmes (dubbing)
- 2013: Grupa „Wschód” (The East) jako Izzy
- 2013: Dotykalscy jako Jenny
- 2014: X-Men: Przeszłość, która nadejdzie (X-Men: Days of Future Past) jako Kitty Pryde / Shadowcat
- 2015: Into The Forest jako Nell
- 2015: Tytuł do praw (Freeheld) jako Stacie Andree
- 2016: Tallulah jako Tallulah
- 2016: Window Horses jako Kelly (głos)
- 2017: Moje dni z Mercy jako Lucy
- 2017: The Cured jako Abbie
- 2017: Linia życia (Flatliners) jako Courtney
- 2019: Opowieści z San Francisco (serial TV) jako Shawna Hawkins
- od 2019: The Umbrella Academy (serial TV) jako Vanya Hargreeves, a w trzecim sezonie (2022) jako Viktor

## Nagrody
- Nagroda Akademii Filmowej: nominacja w kategorii najlepsza aktorka pierwszoplanowa (za Juno)
- Złoty Glob: nominacja w kategorii najlepsza aktorka w komedii lub musicalu (za Juno)